# You Make Me Feel So Young
You Make Me Feel So Young est une chanson populaire américaine, composée en 1946 par Josef Myrow et écrite par Mack Gordon. Les paroles de la chanson, dont le titre peut être traduit par « Je me sens si jeune auprès de toi », nous racontent comment le sourire, ou la présence de l'autre peut nous émouvoir et nous rajeunir. Nous faire penser que le printemps est soudain arrivé, nous donner envie de jouer à des jeux d'enfants.

## Enregistrements
Parmi les nombreux interprètes de la chanson, on peut citer :
- Frank Sinatra - Songs for Swingin' Lovers! (1956), Sinatra at the Sands (1966), en duo avec Charles Aznavour - Duets (en) (1993)
- Chet Baker - Chet Baker Sings (album) (1956)
- Chris Connor - Chris Connor (1956)
- Jeri Southern - When Your Heart's on Fire (1957)
- Ella Fitzgerald - Get Happy! (1959)
- Perry Como - For the Young at Heart (1960)
- The Four Freshmen - Voices in Fun (1961)
- Jack Jones - I've Got a Lot of Livin' to Do (1961)
- Mel Tormé - Night at the Concord Pavilion (1990), The Great American Songbook: Live at Michael's Pub (1992)
- Rosemary Clooney - The Rosemary Clooney Show: Songs From The Classic Television Series (CD release - 2004)
- Marissa Starita - The Grandpa Recordings: Grandpa Joe's Basement '88-'97 (Digital release - 2008)
- Emilie-Claire Barlow- Haven't We Met? (2009)
- Michael Buble - To Be Loved (2013)